# Титов Юрій Євлампійович
Ю́рій Євла́мпійович Тито́в (27 листопада 1935, Омськ, Росія) — український радянський гімнаст, олімпійський чемпіон, пізніше — російський радянський та російський спортивний функціонер.
Юрій Титов тренувався в київському клубі «Буревісник». На Олімпійських іграх, виступаючи за збірну СРСР, здобув загалом 9 медалей, серед яких золота медаль у командному заліку Олімпіади в Мельбурні.

## Подальша кар'єра
Титов обіймав посаду президента Міжнародної федерації гімнастики впродовж 20 років — з 1976-го по 1996-ий. Починаючи з 2004 року, є президентом Федерації гімнастики Росії.
Він є автором чотирьох книг, включно з книгою про художню гімнастику разом із Надією Ястримбською.
Нагороджений Олімпійським орденом в 1992 році. Введений до Міжнародної зали гімнастичної слави в 1999 році.
Двічі був нагороджений орденом Червоного Трудового Прапора — в 1960 та 1980 роках, орденом Дружби народів в 1976 році, Орденом «Знак Пошани» в 1957 році.